# Alexa Conners
Alexa Conners (Winchester, Virginia; 15 de febrero de 1991) es una artista marcial mixta estadounidense que compite en la división de peso gallo femenino. Anteriormente compitió para Invicta Fighting Championships.

## Primeros años
Alexa nació en la localidad de Winchester, en el estado estadounidense de Virginia. Trabajó en la industria de la ingeniería como vendedora antes de dedicarse plenamente a las MMA de forma profesional.

## Carrera en artes marciales mixtas

### Invicta Fighting Championships
Conners hizo su debut promocional el 7 de mayo de 2016 en Invicta FC 17: Evinger vs. Schneider contra Laura Howarth. Perdió la pelea por decisión dividida con la tarjeta de puntuación de (29-28, 28-29, 29-28).
Su siguiente pelea fue el 18 de noviembre de 2016 en Invicta FC 20: Evinger vs. Kunitskaya contra la suiza Stephanie Egger, ganándola por decisión dividida.

### Beatdown y LFA
El 18 de marzo de 2017, Spencer se enfrentó a Mariah Prussia en Beatdown 20. Ganó la pelea por nocaut técnico en el primer asalto.
Conner se enfrentó a Calie Cutleron el 7 de abril de 2017 en LFA 8. Ganó la pelea por decisión unánime.

### Regreso a Invicta Fighting Championships
Conners regresó a Invicta y se enfrentó a la alemana Katharina Lehner el 31 de agosto de 2017 en Invicta FC 25: Kunitskaya vs. Pa'aluhi. Perdió la pelea por nocaut técnico.
Conners se enfrentó a Julia Avila el 16 de noviembre de 2018 en Invicta FC 32: Spencer vs. Sorenson. Perdió la pelea por nocaut técnico en el segundo asalto.
Conners se enfrentó a la kazaja Mariya Agapova el 6 de septiembre de 2019 en Invicta FC: Phoenix Series 2. Ella ganó la pelea a través de una sumisión en la primera ronda.

## Vida personal
El padre de Conners, que padecía una enfermedad mental, mató a su novia y se quitó la vida. El suceso afectó profundamente a Conners, que utilizó la lucha como plataforma para concienciar sobre las enfermedades mentales y ofrecer apoyo a quienes necesitan ayuda.

Mi padre -este septiembre [2018], han pasado dos años- luchó contra una enfermedad de salud mental toda su vida y nunca recibió ayuda para ello", dijo Conners a Combat Press. Nunca recibió asesoramiento, y eventualmente sacó lo mejor de él. Mató a su propia novia y luego se quitó la vida. Obviamente, eso cambió la vida de toda mi familia. Así que una de mis cosas es "luchar contra el estigma. Quiero ayudar a difundir la concienciación sobre la salud mental e intentar ayudar a la gente o al menos conseguir que nuestro gobierno empiece a hablar de ello [y] a poner dinero para que la gente reciba ayuda, porque es ridículo. Nuestro sistema de salud mental es una mierda.

## Récord en artes marciales mixtas
| Resultado | Récord | Oponente           | Método                          | Evento                                 | Fecha                    | Ronda | Tiempo | Localización |
| --------- | ------ | ------------------ | ------------------------------- | -------------------------------------- | ------------------------ | ----- | ------ | ------------ |
| Victoria  | 8–5    | Danielle Wynn      | TKO (puñetazos)                 | Conflict MMA 61                        | 27 de abril de 2024      | 1     | 1:07   | Columbia     |
| Derrota   | 7–5    | Elizabeth Schroder | Decisión (unánime)              | CFFC 125                               | 15 de septiembre de 2023 | 3     | 5:00   | New Town     |
| Victoria  | 7–4    | Elizabeth Phillips | Decisión (split)                | Conflict MMA 57                        | 27 de mayo de 2023       | 3     | 5:00   | Columbia     |
| Victoria  | 6–4    | Maria Rios         | Decisión (unánime)              | Conflict MMA 55                        | 5 de noviembre de 2022   | 3     | 5:00   | Charleston   |
| Derrota   | 5–4    | Mariya Agapova     | Sumisión (rear-naked choke)     | Invicta FC Phoenix Series 2            | 6 de septiembre de 2019  | 1     | 3:03   | Kansas City  |
| Derrota   | 5–3    | Julia Avila        | TKO (golpe frontal y puñetazos) | Invicta FC 32: Spencer vs. Sorenson    | 16 de noviembre de 2018  | 2     | 4:43   | Shawnee      |
| Victoria  | 5–2    | Carina Damm        | TKO (puñetazos)                 | Beatdown 21                            | 10 de marzo de 2018      | 3     | 4:27   | New Town     |
| Derrota   | 4–2    | Katharina Lehner   | TKO (puñetazos)                 | Invicta FC 25: Kunitskaya vs. Pa'aluhi | 31 de agosto de 2017     | 1     | 4:21   | Lemoore      |
| Victoria  | 4–1    | Calie Cutler       | Decisión (unánime)              | LFA 8                                  | 7 de abril de 2017       | 3     | 5:00   | Greenville   |
| Victoria  | 3–1    | Mariah Prussia     | TKO (puñetazos)                 | Beatdown 20                            | 18 de marzo de 2017      | 1     | 4:14   | New Town     |
| Victoria  | 2–1    | Anna DeCrescente   | Decisión (unánime)              | NFC 90                                 | 20 de enero de 2017      | 3     | 5:00   | Kennesaw     |
| Victoria  | 1–1    | Stephanie Egger    | Decisión (split)                | Invicta FC 20: Evinger vs. Kunitskaya  | 18 de noviembre de 2016  | 3     | 5:00   | Kansas City  |
| Derrota   | 0–1    | Laura Howarth      | Decisión (split)                | Invicta FC 17: Evinger vs. Schneider   | 16 de mayo de 2016       | 3     | 5:00   | Costa Mesa   |